# 击锤
击锤（英語：hammer）是火器类枪械中负责直接击打或间接通过击针传力击打火帽/底火来点燃发射药的部件。击锤本身是一个锤子形状的金属（因而得名），由弹簧提供围绕一端连接的轴点旋转的动能。

## 发展过程

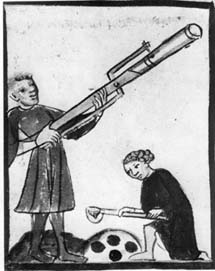
奥地利国家图书馆收藏的泥金装饰手抄本中记载的中世纪晚期手铳发射情景

簧轮枪的设计示意图

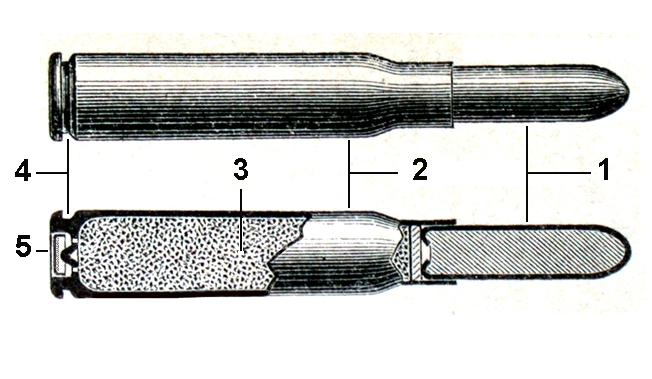
定装子弹

早期的火器（比如手铳）于1364年就被使用在战争中，而如何在保持瞄准的情况下点燃火药并击发枪械就成了一个大问题。起先的解决办法是用火绳来延迟点火后的击发时间。随后，火绳枪上开始出现早期的击锤设计，只不过那时的击锤不是靠击打来引燃枪药，而是用击锤移动将火绳贴在点火孔上。1509年前后，簧轮枪出现，并因为其不像火绳枪那样需要等待火绳慢燃，相比之下有很大优势因此开始取代火绳枪。17世纪中期，燧发枪被发明，相比簧轮枪成本大大降低。
1822年，真正意义上的击锤设计开始出现并取代燧发枪，原因是苏格兰牧师亚历山大·福赛斯（Reverend Alexander John Forsyth，1769～1843）发现雷酸汞在受到敲击时会产生燃烧。在这个发现的基础上，雷酸汞制造的火帽（percussion cap）被发明出来，同时也带起了雷管枪的崛起。火帽通常被放在枪管后方凸出的引火嘴（nipple）上，扣动扳机时击锤被释放并敲打火帽，引发火星并点燃发射药。
火帽在使用了近50年后，将弹头、枪药和火帽用弹壳结合在一起的定装子弹开始大批量出现 。因为定装子弹使用的火帽在弹壳底部（因此被称为“底火”），不太适合用击锤直接敲打，所以“击锤＋击针”的连动设计开始变成主流。

## 缺点

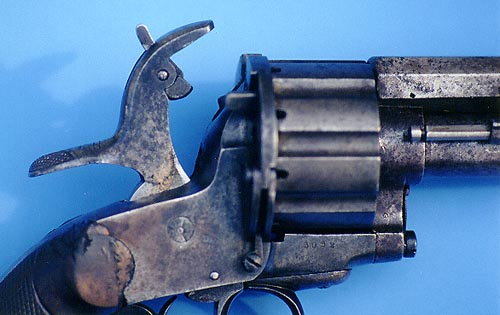
很容易挂扯衣物的外置击锤

相比现代的内置击锤设计，老式的外置击锤有许多缺点。特别是单动式转轮手枪，因为击锤与击针之间没有任何阻拦机制，所以如果击锤被磕碰会引起意外走火。许多现代设计都装有内置的保险机制，如果扳机没被扣动会阻碍击锤接触击针。即便如此，许多单动转轮枪的使用者都会在戴枪时将弹巢中的空膛室对准击锤一方以免走火。
除此之外，外置的击锤因为凸出明显，还可能会在紧急情况下（比如突然从枪套里拔枪）挂扯衣物，以至于有些人干脆将其戏称为“鱼钩”。